# Invaders (film)
Invaders (Invaders from Mars) è un film del 1986 diretto da Tobe Hooper. È il remake del film del 1953 Gli invasori spaziali (Invaders from Mars).

## Trama
Una notte, un bambino di nome David vede atterrare un'astronave nei pressi della sua casa. Racconta tutto ai suoi genitori che non gli credono, convinti che fosse solo un sogno, ma con il tempo gli abitanti della città sono posseduti da delle forme di vita aliene. L'unica che crede a David è Linda, l'infermiera della scuola.

## Distribuzione
Ci sono ben tre VHS editate e differenti tra loro tra cui vennero distribuite dalla VideoTreasures, Media - Cannon e Rank Video fra l'anno 1986/1987, anche in DVD esistono varie versioni ed è stato distribuito dalla Koch Media, MGM e HollywoodClassics, nel 2001 dalla MGM e Midnite Movies, in Blu-Ray dalla Final Cut Entertainment. In Italia è uscito in VHS distribuito dalla Multivision Home Video Movies e Cannon Films, nel 2001 in DVD è distribuito dalla Multivision, sia la VHS che il DVD sono in unica edizione non cambia la copertina ed è solo presente il titolo "Invaders" a differenza della versione originale "Invaders from Mars".

## Accoglienza

### Critica
(Fantafilm)